# Green Bay Packers
Los Green Bay Packers (en español, Empacadores de Green Bay) son un equipo profesional de fútbol americano de los Estados Unidos con sede en Green Bay (Wisconsin). Compiten en la División Norte de la Conferencia Nacional (NFC) de la National Football League (NFL) y disputan sus encuentros como locales en el Lambeau Field.
El equipo fue fundado en 1919 y se unió a la NFL dos años después. Es una organización sin ánimo de lucro y es la única franquicia de todo el deporte profesional estadounidense cuya propiedad recae directamente en sus socios. A pesar de que Green Bay es con mucho el mercado deportivo más pequeño de los Estados Unidos, Forbes considera a los Packers como el trigésimo primer club deportivo más valioso del mundo y el decimotercero de la NFL con un valor estimado de 3 475 millones de dólares.
Los Packers son uno de los equipos más laureados de la NFL. A lo largo de su historia han ganado once campeonatos de la NFL, cuatro Super Bowls (para un total de quince títulos nacionales), nueve títulos de conferencia y veintiún títulos de división.

## Historia

### 1919-1934: Fundación y primeros años

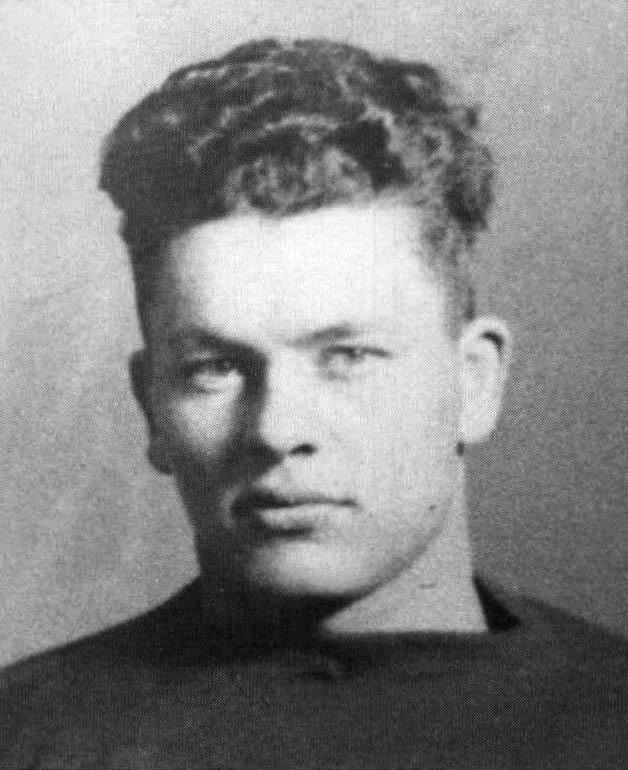
Curly Lambeau; fundador, jugador y primer entrenador de los Packers.

Los Green Bay Packers fueron fundados el 11 de agosto de 1919 por los exjugadores y rivales de la universidad Earl "Curly" Lambeau y George Whitney Calhoun. Lambeau solicitó fondos para los uniformes a su empresa, la Indian Packing Company. Le dieron 500 dólares para los uniformes y equipos, a condición de que el equipo se llamara así por su patrocinio.
El 27 de agosto de 1921, a los Packers se les concedió una franquicia en la nueva liga de fútbol profesional nacional que se había formado el año anterior. Debido a los problemas financieros que plagaron al equipo y a la franquicia, el equipo se perdió el primer año de liga. Al año siguiente, Lambeau pudo encontrar nuevos financiadores y el equipo estaba en marcha. Estos patrocinadores, conocidos como el "Hungry Five", formaron la Corporación de Fútbol de Green Bay.
Los Packers se adjudicaron el primer título de la NFL en 1929 con una temporada invicta de 12-0-1, gracias a una asfixiante defensa que registró ocho partidos con el marcador a 0. Green Bay volvió a repetir campeonato en 1930 y 1931. Entre los muchos logros impresionantes de estos años, los Packers cosecharon una racha de 30 partidos consecutivos en casa sin conocer la derrota, un récord de la NFL que todavía sigue en pie.

### 1935-1945: La era de Don Hutson
En 1935 los Green Bay Packers ficharon a Don Hutson, un receptor procedente de Alabama. Hutson lideró la NFL en recepciones de touchdown en su primera temporada como profesional, pero los Packers no pudieron meterse en la final liguera al concluir con un récord de 8-4, por detrás de los Detroit Lions. Al año siguiente el equipo firmó un registro de 10-1-1 y lograron el pase a la final de liga, en la que derrotaron 6-21 a los Boston Redskins. 
Durante su carrera en los Packers, Hutson logró 18 marcas de la NFL cuando se retiró en 1945, muchas de las cuales siguen todavía en pie. En 1951, su número 14 fue el primero en ser retirado por los Packers, y fue incluido como miembro fundador del Salón de la Fama del Fútbol Americano Profesional en 1963.

### 1946-1958: Marcha de Curly Lambeau
Tras el retiro de Hutson, Lambeau no pudo detener el decaimiento de los Packers, y dimitió después de la temporada de 1949. La llegada de Gen Ronzani y Lisle Blackbourn no pudo retomar el gran estado de forma de los Packers de los años anteriores. La mala racha de los Packers se hacía cada vez más devastadora, y en la temporada de 1958 con el entrenador Ray "Scooter" McLean, cuyo único año al frente terminó con un registro de 1-10-1, la peor marca en la historia de los Packers.

### 1959-1967: Vince Lombardi y los años de gloria
El 2 de febrero de 1959, los Packers contrataron al coordinador ofensivo de los New York Giants, Vince Lombardi, como nuevo entrenador jefe y mánager general. En su primer año bajo las órdenes de Lombardi, los Packers mejoraron hasta un 7-5, pero no lograron meterse en Playoffs. A pesar de ello, Lombardi fue nombrado Entrenador del Año por Associated Press. En 1960 lograron el primer título de conferencia de su historia, pero fueron derrotados en la final de la NFL por los Philadelphia Eagles.
En 1961 la NFL aumentó su calendario a catorce partidos y los Packers fueron el mejor conjunto de la liga con un registro de 11-3. Paul Hornung, halfback del equipo, fue nombrado MVP de la temporada. En el NFL Championship Game los Packers ganaron 34-0 a los New York Giants y lograron su séptimo campeonato de liga, el primero desde 1944. Green Bay logró revalidar su título en 1962, logrando un 13-1 en temporada regular y venciendo en la final nuevamente a los Giants.
Tras quedarse a las puertas de los Playofs en las temporadas de 1963 y 1964, los Packers regresaron a la final de la NFL en 1965, donde derrotaron a los Cleveland Browns por 23-12.
En 1966 los Packers fueron el mejor equipo de la NFL con un balance de 12-2. El quarterback Bart Starr fue nombrado MVP de la temporada. El 1 de enero de 1967 vencieron 27-34 a los Dallas Cowboys en la final de la NFL y se clasificaron para la primera edición del AFL-NFL World Championship Game. Allí derrotaron 35-10 a los campeones de la American Football League, los Kansas City Chiefs, convirtiéndose en los primeros ganadores de la Super Bowl. Al año siguiente, los Packers volvieron a vencer a los Cowboys en el NFL Championship Game, un partido que fue conocido como el «Ice Bowl» debido a las gélidas temporaturas en las que se jugó. En la segunda edición del AFL-NFL World Championship Game se impusieron 33-14 a los Oakland Raiders. Starr fue elegido MVP de ambas Super Bowls. Tras la victoria en la Super Bowl II, Vince Lombardi dejó su cargo como entrenador jefe.

### 1968-1991: Años oscuros
Vince Lombardi continuó como mánager general del equipo y nombró a Phil Bengtson como su sustituto en el banquillo, pero en 1968 los Packers se quedaron fuera de los Playoffs al terminar con un balance de 6-7-1. Al término de la temporada, Lombardi dejó todos sus cargos en la franquicia y fichó por los Washington Redskins. Bengtson fue cesado después de la temporada de 1970 tras tres campañas en las que su registro total fue de 20-21-1 y sin alcanzar los Playoffs en ninguna de ellas. Dan Devine fue contratado como nuevo entrenador jefe, pero en cuatro años bajo su mando los Packers sólo tuvieron récord positivo en 1972.
En 1975, el legendario exquarterback del equipo Bart Starr, retirado en 1971, se convirtió en el nuevo entrenador jefe y mánager general de los Packers. El estreno de Starr como técnico se saldó con un balance de 4-10 en el último lugar de su división, puesto que ocuparon también en 1976, mientras que en 1977 solo terminaron por delante de los recién llegados Tampa Bay Buccaneers. En 1978 la NFL expandió el número de partidos de temporada regular a dieciséis y Starr logró su primera campaña con balance positivo (8-7-1), pero no fue suficiente para meterse en Playoffs. Los Packers no lograron clasificarse para una postemporada hasta 1982 en una temporada que tuvo un calendario reducido de nueve jornadas debido a una huelga de jugadores que duró de septiembre a noviembre. En la primera ronda vencieron a los St. Louis Cardinals en la que fue la primera victoria de los Packers en Playoffs desde la Super Bowl II.

### 1992-2007: La era de Brett Favre
En noviembre de 1991 los Green Bay Packers contrataron a Ron Wolf como nuevo mánager general. La primera gran decisión de Wolf fue despedir al entrenador jefe Lindy Infante y reemplazarlo por el coordinador ofensivo de los San Francisco 49ers, Mike Holmgren. En febrero de 1992 los Packers se hicieron con el quarterback suplente de los Atlanta Falcons, Brett Favre, a cambio de una selección de primera ronda. El primer año de Favre en el equipo terminó en 9-7 para Green Bay, nuevamente insuficiente para entrar en Playoffs.
El 6 de abril de 1993 los Packers sorprendieron al mundo de la NFL fichando a Reggie White como agente libre. White, uno de los mejores defensas de la liga, fue el primer gran fichaje del equipo en muchos años y ayudó a cambiar la percepción de que Green Bay no era un destino atractivo para los mejores agentes libres. Con él el equipo mejoró notablemente sus prestaciones defensivas, y aunque terminaron 1993 con el mismo registro que el año anterior, esta vez los Packers sí se metieron en Playoffs. Fue la primera clasificación para postemporada de la franquicia de Wisconsin desde 1982. En la ronda de wild cards eliminaron a los Detroit Lions, pero perdieron frente a los Dallas Cowboys en la ronda divisional.
1994 fue un calco de 1993: 9-7 en temporada regular, victoria ante los Lions en la ronda de wild cards y derrota contra los Cowboys en la ronda divisional. Fue la última campaña en la que los Packers disputaron partidos como locales en Milwaukee, algo que llevaban haciendo desde 1933. En 1995 Favre fue galardonado con el premio al MVP de la NFL tras llevar a los Packers a un 11-5, su mejor registro desde 1966. El equipo llegó hasta la final de la NFC, pero fueron eliminados por los Cowboys por tercer año consecutivo.

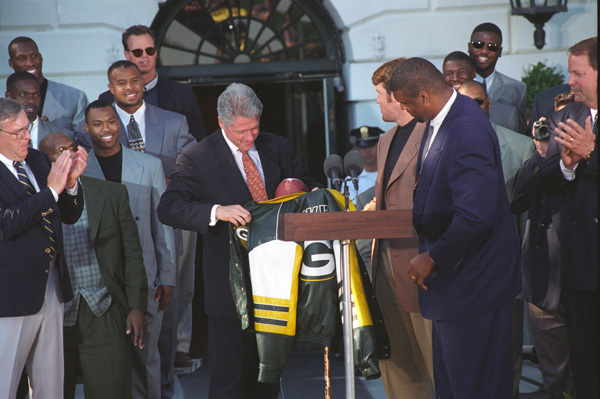
Los Packers, visitando la Casa Blanca tras granar el Super Bowl XXXI.

En 1996 los Packers mejoraron hasta un 13-3 de balance y Brett Favre volvió a ser nombrado MVP de la liga. Tras eliminar a los 49ers en la ronda divisional y a los Carolina Panthers en el NFC Championship Game, se clasificaron para la Super Bowl XXXI. Green Bay se impuso 35-21 a los New England Patriots, conquistando así la tercera Super Bowl de su historia y la primera desde la segunda edición del partido. Los Packers estuvieron a punto de lograr el back-to-back en 1997, pero fueron derrotados en la Super Bowl XXXII por los Denver Broncos de John Elway. Ese año Favre logró su tercer MVP consecutivo.
Tras un 1998 en el que el equipo cayó eliminado en primera ronda, Holmgren dejó los Packers para convertirse en el nuevo entrenador jefe de los Seattle Seahawks. Su sustituto, Ray Rhodes, fue despedido al término de su única temporada al frente de la franquicia, que se saldó con un 8-8 y fuera de Playoffs por primera vez desde 1992. Mike Sherman reemplazó a Rhodes como head coach y aunque logró mejorar a su antecesor (9-7), los Packers tampoco lograron meterse en postemporada en 2000.
Los Packers volvieron a Playoffs en 2001 y encadenaron cuatro presencias seguidas en postemporada y tres títulos de división consecutivos, pero su tope fue la ronda divisional en 2001 y 2003, en la que cayeron ante St. Louis Rams y Philadelphia Eagles respectivamente. En 2005 Green Bay terminó con registro negativo por primera vez desde 1991 y Sherman fue despedido. Mike McCarthy, que fue entrenador de quarterbacks de los Packers en 1999, fue nombrado nuevo técnico jefe de la franquicia. Los Green Bay Packers terminaron la temporada de 2006 con un balance de 8-8 que fue insuficiente para entrar en Playoffs, pero en 2007 recuperaron la corona de la NFC Norte y avanzaron hasta la final de conferencia, en la que cayeron ante los posteriormente campeones de la Super Bowl XLII, los New York Giants.

### 2008-2022: La era de Aaron Rodgers

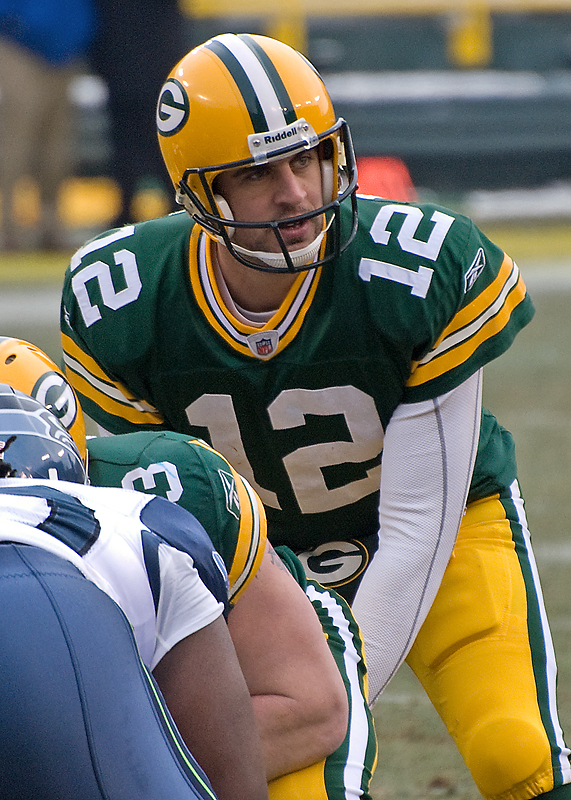
Aaron Rodgers, quarterback titular de los Packers desde 2008.

El 4 de marzo de 2008 Brett Favre anunció oficialmente su retirada del football profesional, por lo que Aaron Rodgers ascendió a quarterback titular del equipo para la temporada de 2008. Favre salió de su retiro en julio de ese mismo año, pero Ted Thompson y Mike McCarthy reafirmaron a Rodgers como nueva cara visible de la franquicia. Favre acabó traspasado a los New York Jets el 7 de agosto.
La primera campaña de Rodgers como QB titular de los Packers se saldó con un balance de 6-10, en el tercer puesto de la NFC Norte (únicamente por delante de los Detroit Lions) y quedando fuera de los Playoffs por tercera vez en cuatro años. En 2009 el equipo mejoró y terminó el año con un registro de 11-5. Charles Woodson fue elegido Jugador Defensivo del Año y Aaron Rodgers fue seleccionado para el Pro Bowl por primera vez en su carrera. En postemporada cayeron a manos de los Arizona Cardinals en la ronda de wild cards en un partido resuelto en la prórroga.
En la temporada de 2010 los Packers ganaron un partido menos que en el curso anterior (10-6), pero lograron meterse en Playoffs ocupando la sexta plaza de la NFC. Green Bay se clasificó para su primera Super Bowl en trece años tras eliminar a Philadelphia Eagles, Atlanta Falcons y Chicago Bears en las eliminatorias de su conferencia. En la Super Bowl XLV, celebrada en el Cowboys Stadium, los Packers derrotaron a los Pittsburgh Steelers por 31-25, logrando el cuarto Trofeo Vince Lombardi de su historia y convirtiéndose en el primer equipo de la NFC que gana la Super Bowl desde el último puesto de Playoffs. Aaron Rodgers fue nombrado MVP del partido.
Los Packers comenzaron su defensa del título ganando los trece primeros partidos de 2011. Su única derrota de la temporada se produjo en la semana quince ante los Kansas City Chiefs. El 15-1 con el que terminaron el año es el mejor registro en temporada regular de la historia de la franquicia de Wisconsin. Rodgers logró su primer premio de MVP de la NFL y su primera inclusión en el primer equipo All-Pro. A pesar de su histórica temporada, los Green Bay Packers cayeron en la ronda divisional ante los eventuales campeones de la Super Bowl XLVI, los New York Giants. En 2012 y 2013 los Packers volvieron a ganar la NFC Norte, pero en ambas ocasiones fueron eliminados a las primeras de cambio por los San Francisco 49ers.
En 2014 Green Bay logró su cuarto título de división consecutivo y Rodgers ganó el premio al MVP por segunda vez. En postemporada se deshicieron de los Dallas Cowboys en la ronda divisional, pero perdieron la final de conferencia ante los Seattle Seahawks en la prórroga en un partido en el que los Packers llegaron a ir ganando 19-7 en los minutos finales del último cuarto. En 2015 terminaron segundos de su división, por detrás de los Minnesota Vikings, y quintos de la NFC. En la ronda de wild cards vencieron a los Washington Redskins y fueron eliminados por los Cardinals en otro duelo decidido en la prórroga.
La temporada de 2017 estuvo marcada por la lesión de clavícula sufrida por Aaron Rodgers en la sexta jornada. Con Brett Hundley como quarterback titular los Packers ganaron tres partidos y perdieron cuatro. Rodgers regresó en la semana quince ante los Carolina Panthers, pero no lograron ganar y quedaron matemáticamente eliminados de la lucha por los Playoffs. En 2018, la temporada número cien de la historia de la franquicia, el equipo no logró mejorar y Mike McCarthy fue despedido el 2 de diciembre. Los Packers no cambiaban de entrenador en una campaña en curso desde 1953. Joe Philbin sustituyó a McCarthy de manera interina hasta el término de la temporada, que acabó con un balance de 6-9-1 y fuera de Playoffs por segundo año consecutivo.
De cara a la temporada de 2019 los Packers contraron a Matt LaFleur como nuevo entrenador jefe. El equipo ganó el título de la NFC Norte tres años después con un registro de 13-3, el mejor para Green Bay desde 2011. En Playoffs eliminaron a los Seattle Seahawks en la ronda divisional, pero fueron derrotados por los San Francisco 49ers en el NFC Championship Game. En 2020 Rodgers se mantuvo como quarterback titular del equipo a pesar de la elección de Jordan Love, QB de Utah State, en la primera ronda del Draft de ese año. Green Bay logró otro 13-3 y Aaron Rodgers fue elegido MVP por tercera vez en su carrera, pero los Packers volvieron a caer en la final de conferencia, esta vez ante los Tampa Bay Buccaneers de Tom Brady. En 2021 los Green Bay Packers se convirtieron en el primer equipo de la historia de la NFL en enlazar tres temporadas con trece victorias. Rodgers logró su cuarto premio como MVP. Sin embargo, fueron eliminados en la ronda divisional por los 49ers.

### 2023-presente
El 26 de abril de 2023, Aaron Rodgers fue traspasado a los New York Jets. Después de tres años como suplente, Jordan Love pasó a ser el quarterback titular del equipo. Tras comenzar 2023 con un regristro de 3-6, los Green Bay Packers ganaron seis de los ocho últimos partidos de la temporada y lograron clasificarse para los Playoffs en el séptimo puesto de la NFC. En la ronda de wild cards, los Packers dieron la sorpresa derrotando a los Dallas Cowboys en el AT&T Stadium y se convirtieron en el primer seed 7 que logra eliminar a un seed 2 desde que la NFL amplió los Playoffs a siete equipos en 2020.

## Estadio

### Antiguos terrenos de juego
- Hagemeister Park (1919-1922)
- Bellevue Park (1923-1924)
- City Stadium (1925-1956). El City Stadium de Green Bay fue el primer estadio construido para la práctica del fútbol americano profesional. Fue inaugurado en 1925, pero en la década de los cincuenta sus instalaciones ya estaban consideradas obsoletas para los estándares de la NFL. Estaba construido de madera y su capacidad era de 25.000 espectadores.
- Borchert Field (1933). Previamente había sido el estadio de los desaparecidos Milwaukee Badgers, que jugaban en la NFL. Los Packers jugaron allí su primer partido como locales en la ciudad de Milwaukee. Tuvo lugar el 1 de octubre de 1933 y los Packers fueron derrotados 7-10 por los New York Giants.
- Wisconsin State Fair Park (1934-1951)
- Marquette Stadium (1952)
- Milwaukee County Stadium (1953-1994).

### Lambeau Field

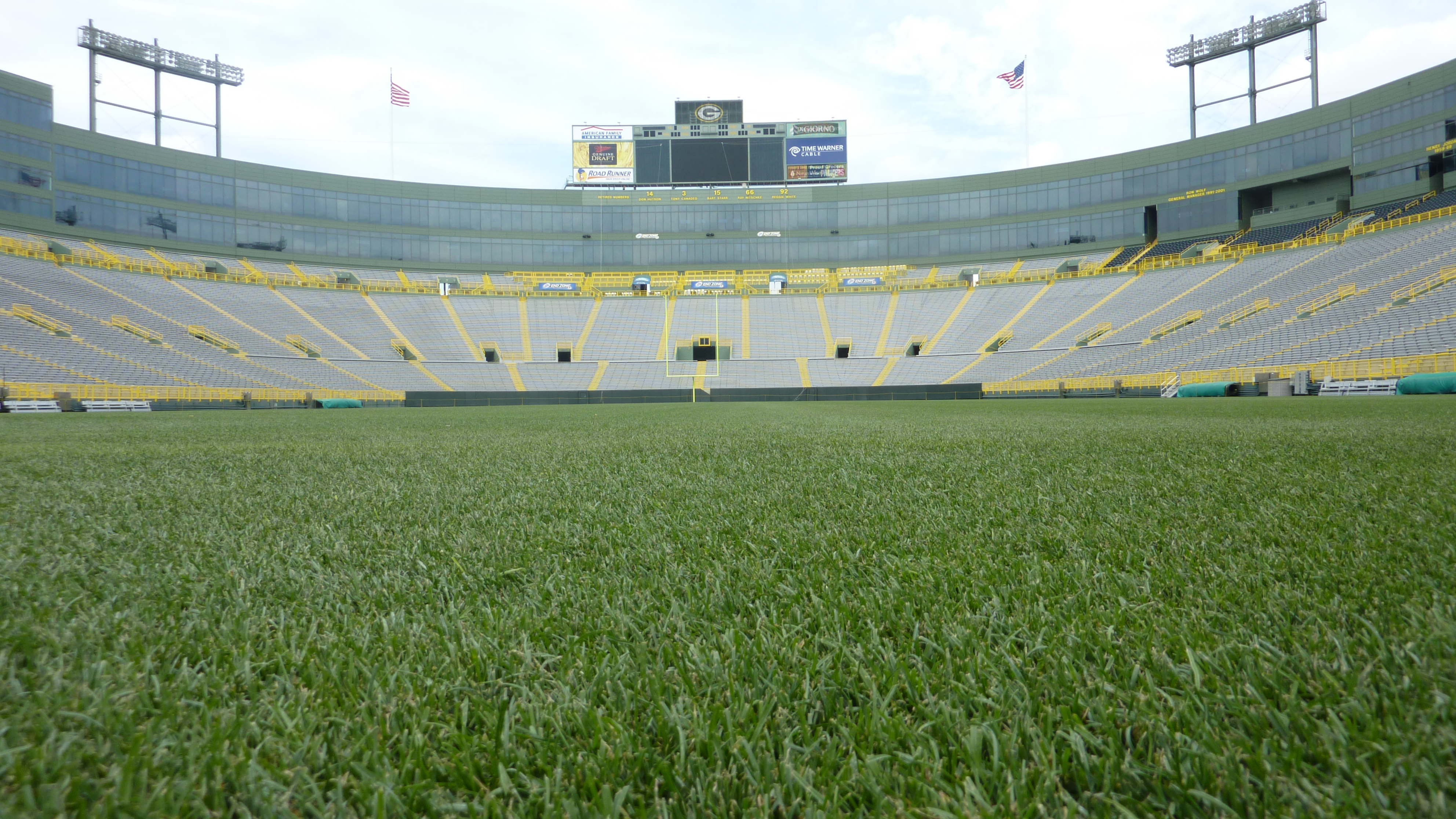
El Lambeau Field es el estadio de los Green Bay Packers desde 1957.

Los Green Bay Packers juegan en el Lambeau Field desde 1957. El estadio fue inaugurado el 29 de septiembre de 1957 con el nombre de City Stadium, pero en agosto de 1965 fue rebautizado como Lambeau Field en honor al fundador, exjugador y exentrenador de los Packers, Curly Lambeau, fallecido dos meses antes. Es el segundo estadio más viejo de la NFL, solamente superado por el Soldier Field, pero es el que lleva más tiempo usándose de forma continuada en la liga.
La construcción del Lambeau Field fue anunciada en 1955 como respuesta a las presiones de la NFL de recolocar a los Packers permanentemente en Milwaukee, donde jugaban ocasionalmente desde 1933, si no se construía un nuevo estadio. En abril de 1956 la ciudad de Green Bay aprobó la construcción del nuevo recinto y las obras comenzaron en octubre de ese año. El nuevo City Stadium abrió sus puertas para la primera jornada de la temporada de 1957, en la que los Packers vencieron por 21-17 a los Chicago Bears. El quarterback de los Bears Ed Brown anotó el primer touchdown de la historia del nuevo estadio.
En el momento de su inauguración, el Lambeau Field era el único estadio de la NFL de uso exclusivo para el fútbol americano, puesto que el resto de equipos de la liga compartían recinto de juego con franquicias de las Grandes Ligas de Béisbol. Tenía un aforo para 32.150 personas. El estadio se amplió varias veces desde 1961 siendo las más reciente la de 2015, donde aumentaron su capacidad hasta las 81.435 butacas.
Actualmente es el estadio más antiguo de la NFL. En la temporada de 2007, los Packers se convirtieron en el equipo con más temporadas en un mismo estadio (51), superando a los Chicago Bears con su Wrigley Field (1921-1970).

## Jugadores y cuerpo técnico

### Entrenadores
Los Green Bay Packers han tenido un total de diecisiete entrenadores jefe a lo largo de su historia. El primero fue Curly Lambeau, quien dirigió al equipo en la NFL entre 1921 y 1949. Lambeau, cofundador del equipo, ejerció como entrenador-jugador entre 1921 y 1929 y es el técnico que más partidos ha dirigido (334) y ganado (209) con los Packers. Bajo su mando, el equipo se proclamó seis veces campeón de la NFL.
Los éxitos más importantes de los Packers se produjeron en la década de 1960, con Vince Lombardi como entrenador jefe. Entrenó al equipo entre 1959, año en el que fue nombrado Entrenador del Año de la NFL, y 1967. Bajo su dirección el equipo ganó cinco campeonatos de la NFL y las dos primeras ediciones de la Super Bowl. Lombardi nunca terminó una temporada con balance negativo y su porcentaje de victorias con Green Bay (75,4 %) es el segundo más alto de la historia de la NFL entre los técnicos que han entrenado más de cien partidos a un equipo. Dirigió un total de diez partidos de Playoffs con los Packers y solo perdió uno.
Otros entrenadores jefe destacados son Lindy Infante, Mike Holmgren y Mike McCarthy. Infante fue elegido Entrenador del Año en 1989, mientras que Homlgren y McCarthy ganaron las Super Bowls XXXI y XLV, respectivamente. McCarthy y Gene Ronzani son los únicos técnicos despedidos por los Packers en una temporada en curso.
Matt LaFleur, actual head coach del equipo, ostenta el récord de mayor porcentaje de victorias de la historia de la franquicia (81,2 % al término de la temporada de 2021). En el lado opuesto está el 7,7 % de triunfos que logró Ray McLean en las dos temporadas que dirigió a los Packers.

### Números retirados
| Números retirados por los Green Bay Packers |              |        |                      |       |
| N.º                                         | Jugador      | Puesto | Periodo              | Fecha |
| 3                                           | Tony Canadeo | HB     | 1941-1944, 1946-1952 |       |
| 4                                           | Brett Favre  | QB     | 1992-2007            |       |
| 14                                          | Don Hutson   | WR, DB | 1935-1945            |       |
| 15                                          | Bart Starr   | QB     | 1956-1971            |       |
| 66                                          | Ray Nitschke | LB     | 1958-1972            |       |
| 92                                          | Reggie White | DE     | 1993-1998            |       |

### Miembros del Salón de la Fama del Fútbol Americano Profesional
| Green Bay Packers Hall of Famers | Green Bay Packers Hall of Famers | Green Bay Packers Hall of Famers | Green Bay Packers Hall of Famers | Green Bay Packers Hall of Famers |
| Jugadores                        | Jugadores                        | Jugadores                        | Jugadores                        | Jugadores                        |
| N.º                              | Nombre                           | Posición                         | Periodo                          | Año                              |
| -------------------------------- | -------------------------------- | -------------------------------- | -------------------------------- | -------------------------------- |
| 84                               | Sterling Sharpe                  | Wide receiver                    | 1988-1994                        | 2025                             |
| 36                               | Cal Hubbard                      | Tackle ofensivo                  | 1929–33, 1935                    | 1963                             |
| 14                               | Don Hutson                       | Safety                           | 1935–45                          | 1963                             |
| 24                               | John McNally                     | Halfback                         | 1929–33, 1935–36                 | 1963                             |
| 30                               | Clarke Hinkle                    | Fullback                         | 1932–41                          | 1964                             |
| 2                                | Mike Michalske                   | Guard                            | 1929–35, 1937                    | 1964                             |
| 38                               | Arnie Herber                     | Quarterback                      | 1930–40                          | 1966                             |
| 49                               | Walt Kiesling                    | Guard                            | 1935–36                          | 1966                             |
| 45                               | Emlen Tunnell                    | Defensive back                   | 1959–61                          | 1967                             |
| 3                                | Tony Canadeo                     | Halfback                         | 1941–44, 1947–52                 | 1974                             |
| 80                               | Len Ford                         | Defensive end                    | 1958                             | 1976                             |
| 31                               | Jim Taylor                       | Fullback                         | 1958–66                          | 1976                             |
| 75                               | Forrest Gregg                    | Tackle ofensivo                  | 1956, 1958–70                    | 1977                             |
| 15                               | Bart Starr                       | Quarterback                      | 1956–71                          | 1977                             |
| 66                               | Ray Nitschke                     | Linebacker                       | 1929–33                          | 1978                             |
| 26                               | Herb Adderley                    | Cornerback                       | 1961–69                          | 1980                             |
| 51                               | Jim Ringo                        | Center                           | 1953–63                          | 1981                             |
| 87                               | Willie Davis                     | Defensive end                    | 1960–69                          | 1981                             |
| 5                                | Paul Hornung                     | Halfback                         | 1956–62, 1964–66                 | 1986                             |
| 24                               | Willie Wood                      | Safety                           | 1960–71                          | 1989                             |
| 56                               | Ted Hendricks                    | Linebacker                       | 1974                             | 1990                             |
| 10                               | Jan Stenerud                     | Kicker                           | 1980–83                          | 1991                             |
| 74                               | Henry Jordan                     | Tackle defensivo                 | 1959–69                          | 1995                             |
| 80                               | James Lofton                     | Wide receiver                    | 1978–86                          | 2003                             |
| 92                               | Reggie White                     | Defensive end                    | 1993–98                          | 2006                             |
| –                                | Emmitt Thomas                    | Coordinador defensivo            | 1999                             | 2008                             |
| –                                | Dick LeBeau                      | Entrenador defensive backs       | 1976–79                          | 2010                             |
| 89                               | Dave Robinson                    | Linebacker                       | 1963–72                          | 2013                             |
| 4                                | Brett Favre                      | Quarterback                      | 1992–07                          | 2016                             |
| Entrenadores                     |                                  |                                  |                                  |                                  |
| N.º                              | Nombre                           | Posición                         | Periodo                          | Año                              |
| 20                               | Curly Lambeau                    | Fundador, entrenador y halfback  | 1919-1949                        | 1963                             |
| –                                | Vince Lombardi                   | Entrenador                       | 1959–67                          | 1971                             |
| Ejectutivos                      |                                  |                                  |                                  |                                  |
| N.º                              | Nombre                           | Posición                         | Periodo                          | Año                              |
| –                                | Ron Wolf                         | GM                               | 1991–01                          | 2015                             |

## Premios
| MVP de la Temporada - Paul Hornung - 1961 - Jim Taylor - 1962 - Bart Starr - 1966 - Brett Favre - 1995, 1996, 1997 - Aaron Rodgers - 2011, 2014, 2020, 2021 MVP de la Super Bowl - Bart Starr - 1966 (I), 1967 (II) - Desmond Howard - 1996 (XXXI) - Aaron Rodgers - 2010 (XLV) Jugador Ofensivo del Año - Brett Favre - 1995 Jugador Defensivo del Año - Reggie White - 1998 - Charles Woodson - 2009 | Novato Ofensivo del Año - Boyd Dowler - 1959 - John Brockington - 1971 - Eddie Lacy - 2013 Novato Defensivo del Año - Willie Buchanon - 1972 Comeback Player of the Year - Jordy Nelson - 2016 Entrenador del Año - Vince Lombardi - 1959 - Lindy Infante - 1989 |

## Afición
Los Green Bay Packers son uno de los equipos más populares de la NFL. Todos los partidos jugados por el equipo en Green Bay han agotado sus entradas desde 1960. A fecha de 2019, la lista de espera para obtener un abono de temporada era de aproximadamente 137 000 personas.

## Rivalidades
El principal rival de los Green Bay Packers son los Chicago Bears. Ambos equipos se han enfrentado en 204 ocasiones y el balance es de 103-95-6 a favor de los Packers. El primer partido disputado entre Packers y Bears se celebró en 1921, año en el que los Packers se unieron a la American Professional Football Association. Los entonces llamados Chicago Staleys derrotaron 20-0 a los Green Bay Packers en el Wrigley Field.